# 白吻鰩
白吻鰩（學名：Rostroraja alba），為軟骨魚綱鰩目鰩科吻鰩屬的一種，被IUCN列為瀕危保育類動物，分布於東大西洋愛爾蘭與英格蘭至南非, 包括地中海西部海域，深度30至600公尺，本魚吻部寬，吻尖凸出，並覆蓋著小而尖的刺，上顎有40至45排牙齒。幼魚眼睛前後各有1根刺，尾部有三排大刺，中線上有10-16根，兩邊各有7-17根。成年個體眼眶內緣有約6根刺，尾背中部有16至30根刺，側部有17至29根刺，成魚的皮膚很粗糙，除了椎間盤中央的一塊光滑斑塊外。幼魚除鼻子外全身都是光滑的。大型幼魚和成魚上部灰色或藍色，下面為白色，盤緣為棕色至黑色。幼魚的上部呈純紅褐色，常帶有藍色斑點，下部為白色，有寬闊的暗色圓盤邊緣，體長可達230公分，棲息在沿岸至大陸坡上層沙石底質海域，為底棲性魚類，肉食性，以魚類、甲殼類、頭足類為食，卵生，卵鞘呈長方形，具有堅硬的角質觸鬚，生活習性不明，可做為食用魚，因過度捕撈且繁殖速度慢導致族群數量減少。